# Jean sans Peur
Pour les articles homonymes, voir Jean de Nevers, Jean de Bourgogne et Jean Ier.
 (décembre 2014).
Jean Ier de Bourgogne, dit « Jean sans Peur », né le 28 mai 1371 à Dijon et mort assassiné le 10 septembre 1419 à Montereau, est un prince de la maison capétienne de Valois.
De 1404 à sa mort, il est duc de Bourgogne, comte de Flandre, d'Artois et de Bourgogne palatine, et seigneur de Salins, de Malines et d'autres lieux. Il poursuit la politique de son père, Philippe le Hardi, en consolidant les bases d'un État bourguignon tout en jouant de son influence à la cour de France. Il ne bénéficie cependant pas du rôle de premier plan tenu par son père au Conseil royal, n’étant que le cousin du roi Charles VI, qui connaît, depuis 1392, des crises de folie intermittentes, faisant de sa cour le lieu de toutes les intrigues entre les princes du sang.
En 1407, poussé par sa mise à l'écart, Jean sans Peur fait assassiner son rival, le frère du roi, Louis d’Orléans. En commanditant ainsi le meurtre de son cousin, le duc de Bourgogne plonge le royaume de France dans la guerre civile entre Armagnacs et Bourguignons, au cours de laquelle ces deux factions se disputent la capitale et la régence. Ces troubles contribuent à relancer la guerre de Cent Ans, en amenant le nouveau roi d'Angleterre, Henri V, à saisir l'occasion pour revendiquer ses droits sur la couronne de France.
En 1419, alors qu'il tente une réconciliation avec les Armagnacs dans le but de parer l'offensive anglaise, Jean sans Peur est à son tour assassiné, sur le pont de Montereau, en présence du dauphin, le futur Charles VII. Ce meurtre amène les Bourguignons à s'allier aux Anglais, et reste tout au long du XVe siècle un facteur majeur de discorde entre la maison de France et la maison de Bourgogne.

## Biographie

### Jeunesse

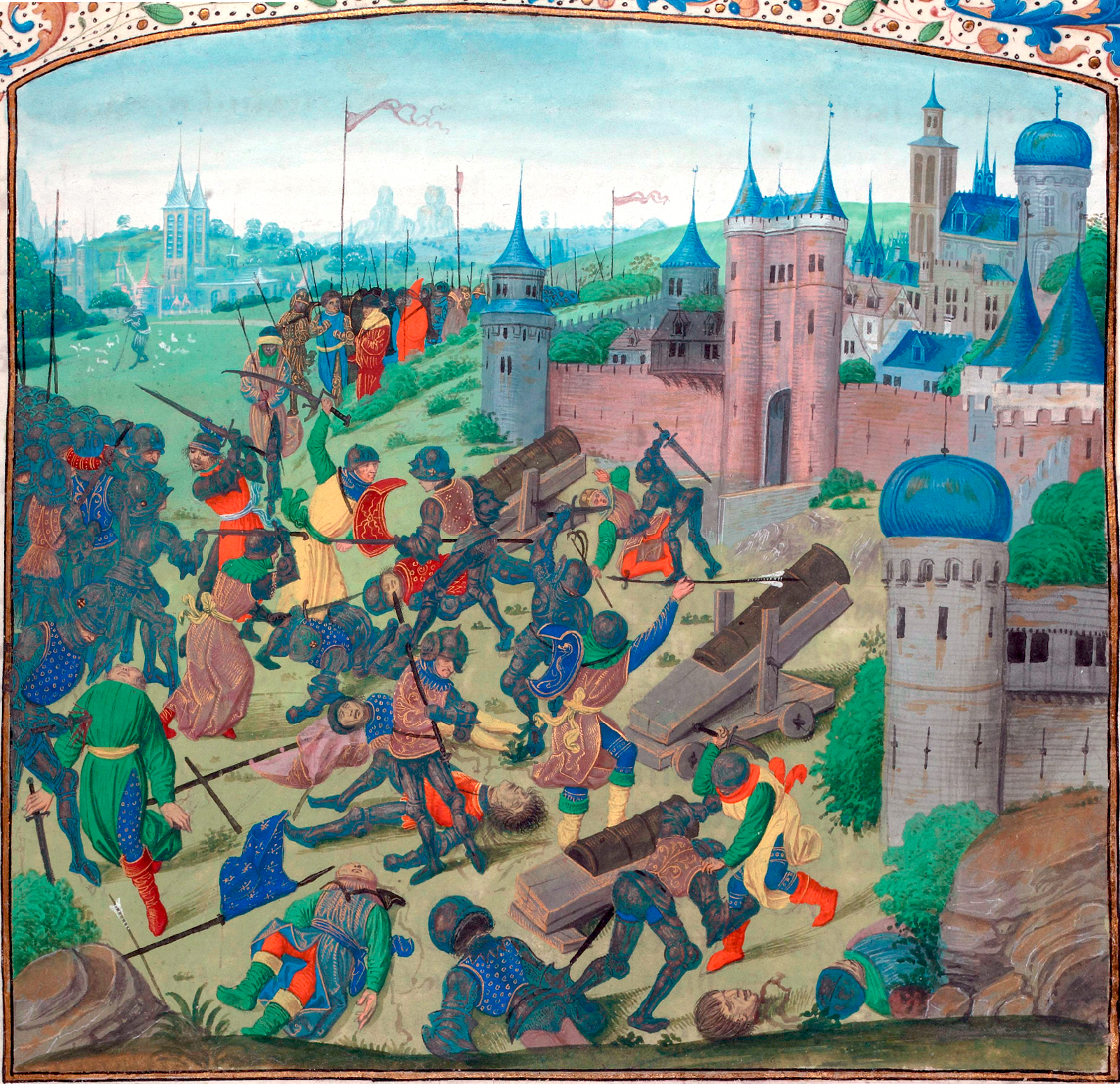
La Bataille de Nicopolis, miniature du Maître du Livre de prières de Dresde, tirée des Chroniques de Jean Froissart, Paris, BNF, Fr.2646,.

Né le 28 mai 1371 au palais des ducs de Bourgogne à Dijon, Jean de Bourgogne (graphie ancienne Jehan) est le fils aîné du duc Philippe II de Bourgogne, dit Philippe le Hardi et de Marguerite III de Flandre. Il est le petit-fils du roi de France Jean II, dit Jean le Bon (1319 – 1364). En tant que fils aîné du duc de Bourgogne, il est destiné à hériter, par ordre de primogéniture, du duché de Bourgogne, octroyé en pleine possession, en 1363, à son père par le roi Jean le Bon.
Il est le frère aîné d'Antoine de Bourgogne (1384 – 1415) et de Philippe de Bourgogne (1389 – 1415), tous deux morts au combat de la chevalerie française contre les Anglais à la bataille d'Azincourt, le 25 octobre 1415.
Il fut d'abord comte de Nevers en 1384, comté qu'il céda à son frère Philippe en 1404, lorsqu'il hérita de son père le duché de Bourgogne.
À l'appel du roi Sigismond de Hongrie menacé par la progression des Ottomans, les princes d'Occident réunirent une armée. Jean y remplaça son père et commanda le contingent français. La campagne se termina en septembre 1396 par le désastre de Nicopolis, où les croisés furent vaincus par le sultan Bajazet Ier. Ce fut lors de cette bataille que Jean gagna son surnom de « sans Peur ». Il fut néanmoins fait prisonnier, et son père dut emprunter 100 000 florins à son conseiller Dino Rapondi pour payer sa rançon. Il ne rentra en France qu'en février 1398.

### Succession de Philippe le Hardi

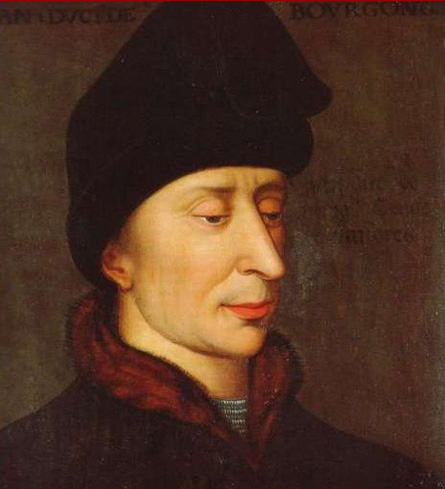
Jean sans Peur, Palais des beaux-arts de Lille.

Philippe le Hardi meurt le 27 avril 1404. Jean sans Peur prête hommage au roi de France Charles VI le 23 mai de la même année pour son duché de Bourgogne et fait son entrée à Dijon le 17 juin 1404. Il garantit alors aux habitants de la ville le maintien des privilèges dont ils bénéficiaient sous la tutelle de son père. Peu de temps après, Jean sans Peur célèbre le mariage de sa fille Marguerite avec le Dauphin de France Louis de Guyenne, puis celui de Philippe, son fils aîné, avec Michelle de Valois, fille du roi Charles VI. Cela lui permet de s'attirer les faveurs de la reine Isabeau de Bavière qui lui promet de défendre ses intérêts.
Depuis 1392, le roi Charles VI souffrait de crises de folie plus ou moins longues. Une ordonnance de 1403 prévoit qu'en cas d'empêchement du souverain, le gouvernement du royaume se ferait par intermittence, dans le cadre du Conseil royal présidé par la reine Isabeau de Bavière. La reine est assistée conjointement par le duc Jean de Berry et par le duc Louis II de Bourbon. Puis elle confie son assistance aux deux cousins, Louis Ier d'Orléans, frère du roi, et Jean sans Peur qui vont s'opposer au sein du Conseil.
Dans les faits, la figure dominante du Conseil royal est le duc Louis Ier d'Orléans. Alors que les tensions entre la France et l'Angleterre reprennent, le gouvernement conjoint de la reine avec le duc d'Orléans fait l'objet de critiques de plus en plus fortes au sein de la population, qui les accuse notamment de profiter de la guerre pour lever de nouveaux impôts exceptionnels. Le projet de lever une nouvelle taille pour financer la guerre en février 1405 est vivement critiqué par Jean sans Peur, qui refuse d'y soumettre ses sujets,. En dépit de ces critiques, partagées par le duc de Bretagne, le nouvel impôt est approuvé le 5 mars.
Le 21 mars 1405, la mère de Jean sans Peur meurt à son tour. Il entre alors en pleine possession du comté de Flandre, du comté d'Artois et du comté de Bourgogne, devenant par là même aussi puissant que son père. Jean se rend alors dans les riches villes de Flandres dont il est le nouveau seigneur, et rassure la population sur le nouvel impôt que le duc d'Orléans cherche à lever en réaffirmant que ses sujets ne le paieront pas. Il promet également que nulle guerre ne suspendra les relations commerciales des Flandres avec les Anglais, une relance du conflit risquant à nouveau de ruiner les Flandres, dont l'industrie drapière dépendait des importations de laines anglaises. La défense des intérêts flamands contre la menace anglaise devient ainsi l'une de ses priorités, et il parvient à reprendre Gravelines. Sa volonté de lever une armée pour reprendre Calais aux Anglais ne trouve cependant pas d'écho auprès du duc d'Orléans.
Dès 1405, il fait construire une digue pour protéger la Flandre des assauts de la mer, réunissant en une seule structure plusieurs petites digues préexistantes. De nombreux fragments de cette digue existent encore, sous les noms Digue du Comte Jean, Graaf Jansdijk, 's-Gravenjansdijk, Graafjanstraat, etc., et en les reliant sur une carte on voit que cette digue était proche de la côte actuelle de Dunkerque au Zwin ; ensuite elle flirtait avec l'actuelle frontière belgo-néerlandaise jusqu'à Sas-de-Gand, et se terminait à Terneuzen.

### Prise de Paris

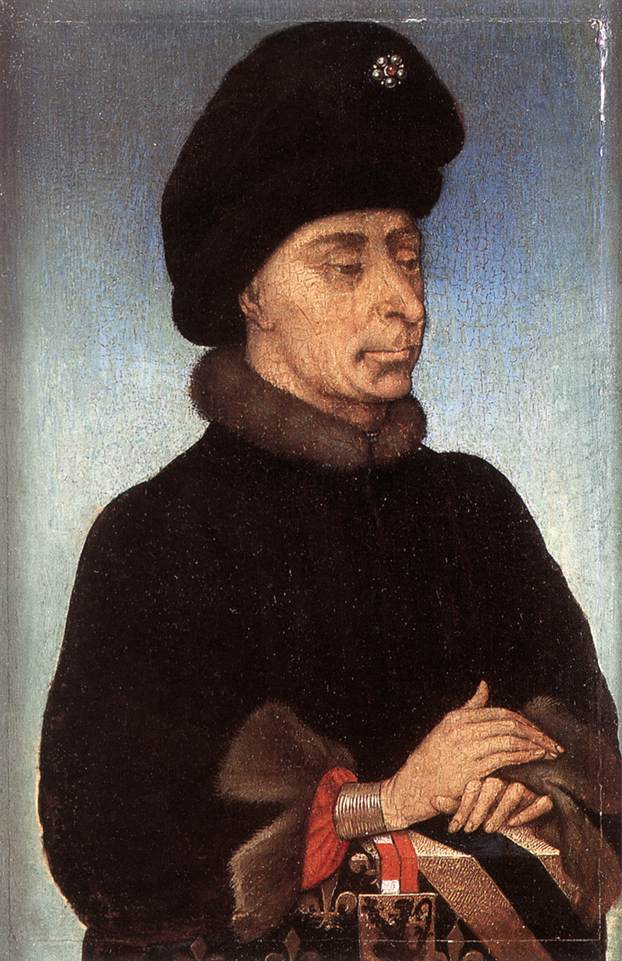
Anonyme, Jean sans Peur, musée royal des beaux-arts d'Anvers.

Accaparé dans un premier temps par le règlement des successions de Bourgogne et des Flandres, Jean sans Peur délaisse Paris. En conséquence, les largesses du Trésor royal envers le nouveau duc de Bourgogne s'effondrent au profit d'Orléans. Alors qu'elles avaient représenté jusqu'à 59 % des finances ducales, elles n'en constituent plus que 24 % à partir de 1406. Or, les dépenses de fonctionnement des États bourguignons ne cessaient de s'alourdir. Cette situation obligeait le duc à augmenter sa propre fiscalité, ce qui présentait deux désavantages : la perte du capital de popularité gagné par son père, et de nouvelles tensions avec la turbulente Flandre. Cette absence et le fait qu'il n'était plus que cousin du roi (alors que son père était l'oncle du roi) affaiblit sa position. Dans le même temps, Louis Ier d'Orléans entreprend l'acquisition de nombreux fiefs dans l'Est (le duché de Luxembourg, les comtés de Soissons, Porcien…) pour contrer la puissance bourguignonne[réf. nécessaire]. Les tensions, qui existaient déjà entre Philippe le Hardi et son neveu, ne firent que croître entre les deux cousins. Il est cependant convoqué aux côtés de l'ensemble des princes de son sang après avoir été informé du mécontentement du peuple, et de la situation de plus en plus dégradée de son royaume, à la merci d'une éventuelle attaque d'une puissance étrangère. Il décide alors de rassembler une armée afin de prendre le contrôle de la capitale. Il part ainsi d'Arras le 16 août, accompagné de 800 chevaliers et parvient jusqu'à Louvres. En réaction, Louis d'Orléans et la reine prennent la fuite en direction du château de Pouilly-le-Fort, près de Melun, avec pour ordre d'y emmener le Dauphin et ses frères le lendemain.
Jean sans Peur parvient cependant à intercepter le convoi, et propose au Dauphin Louis de le ramener à Paris. Il est soutenu par les ducs de Berry et de Bourbon lors de son retour à la capitale, et convoque une grande assemblée où siège le Dauphin le 26 août.
Au cours d'un discours adressé au Dauphin, il réaffirme alors son allégeance (ainsi que celle de ses frères) au royaume de France et à son souverain, et expose ses craintes quant à l'exercice du pouvoir en général, et aux menaces représentées par la corruption, la mauvaise gestion du « domaine royal » qui tombe en désuétude, et la pression fiscale qui écrase l'Église en particulier. Il conclut en outre que le peuple français court à sa perte si une telle politique est maintenue, et que la menace grandissante représentée par les Anglais doit être combattue avec une armée digne de ce nom, faute de quoi une éventuelle défaite pourrait être directement imputée au roi. En outre, il rassure l'assemblée en expliquant qu'il agit avec le consentement du Dauphin, et que son armée n'a pour seul but que de défendre Paris contre les ennemis que le roi avait dans son royaume.

### Rivalité croissante avec Louis d'Orléans

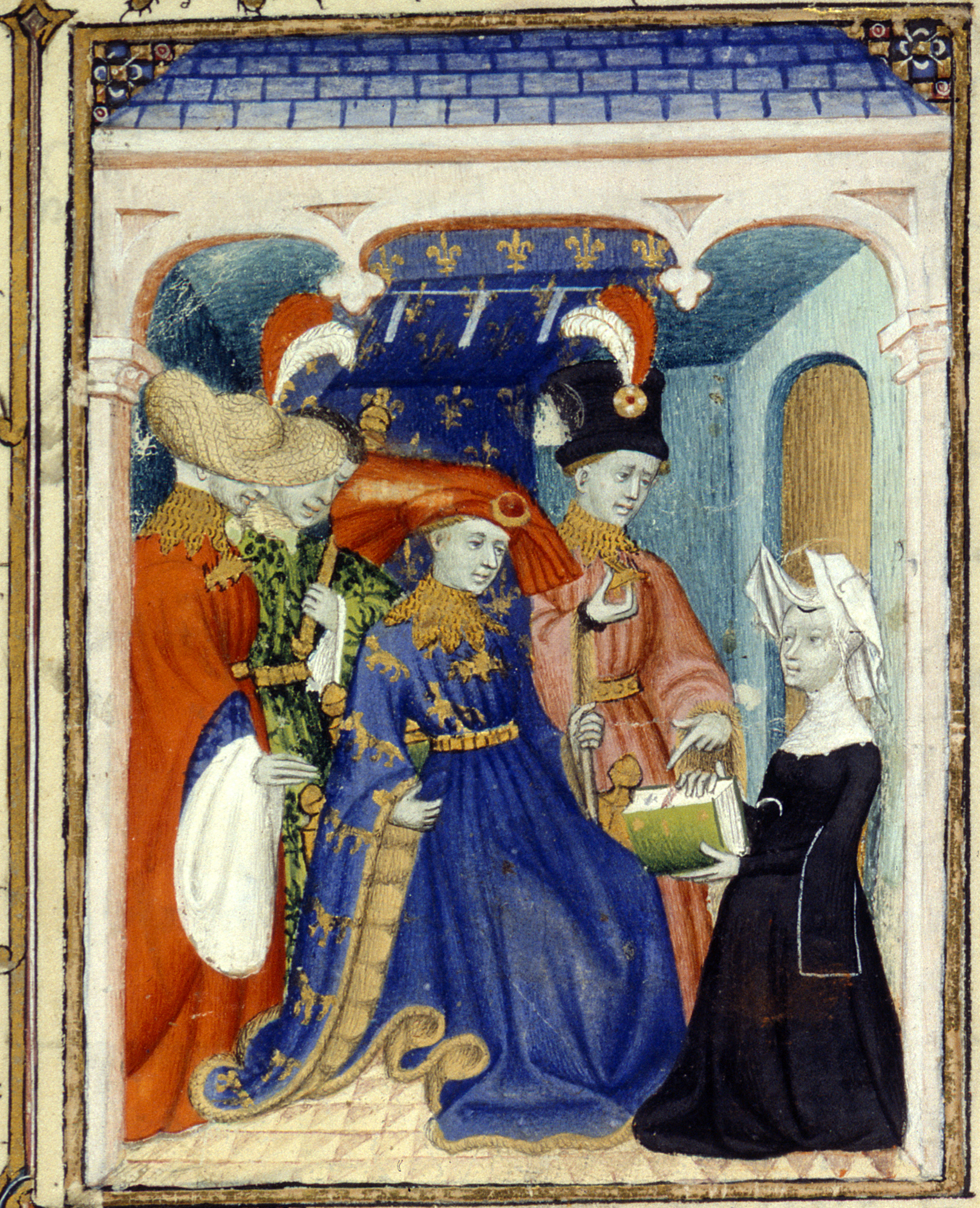
Christine de Pisan remet un livre au duc Louis d'Orléans, enluminure du Maître de la Cité des dames, L'Épître Othéa, vers 1410-1414, British Library, Harley 4431,.

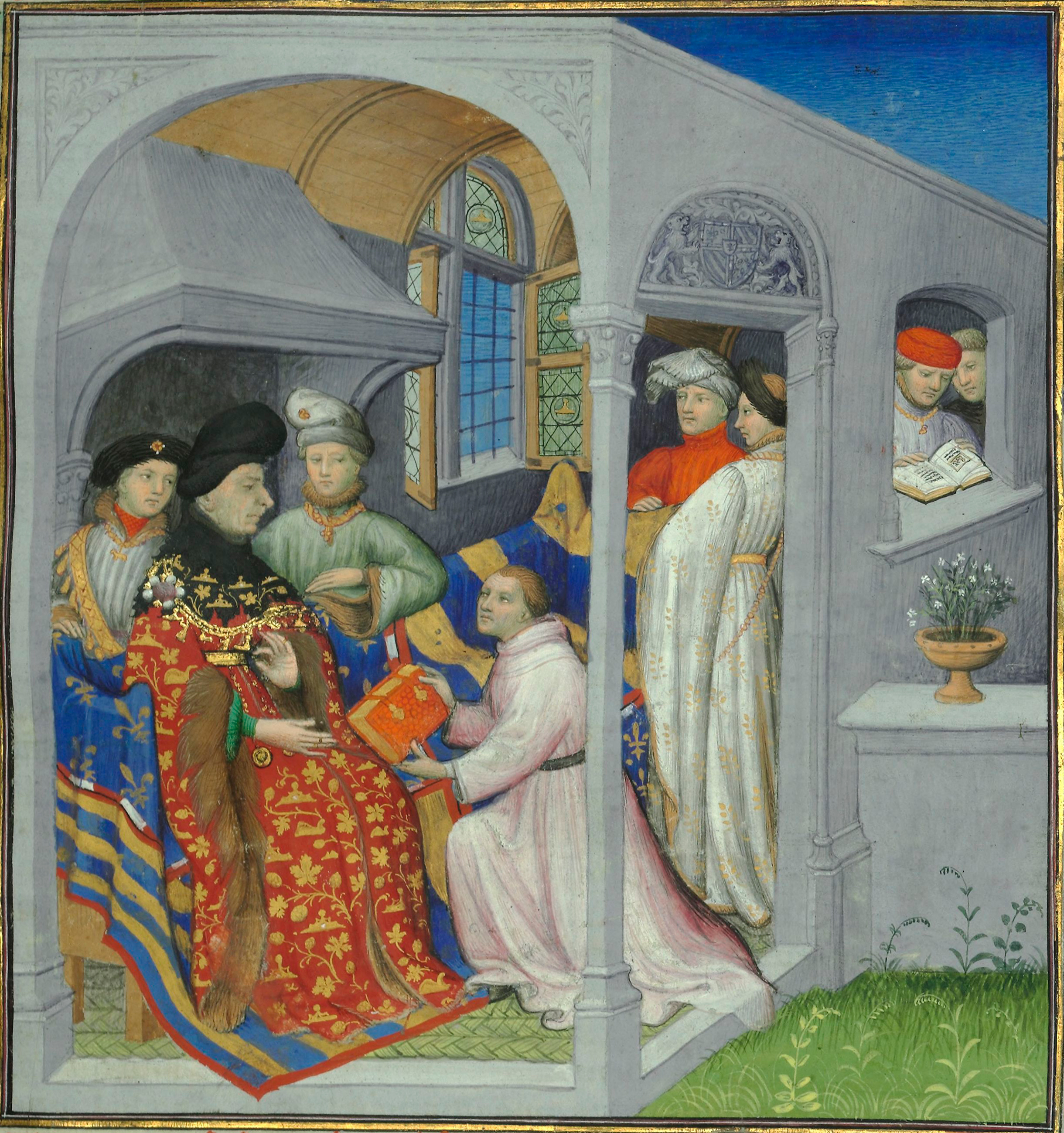
Présentation d'un livre à Jean sans Peur, vers 1410-1412, détail d'une enluminure du Maître de la Mazarine, Livre des merveilles, ms. Français 2810,, BnF, département des manuscrits.

Lorsqu'il apprend la nouvelle, Louis Ier d'Orléans ne peut accepter l'affront fait à la reine et à lui-même. Le royaume de France se trouve alors au bord de la guerre civile, ce qui inquiète les bourgeois et les magistrats de Paris. Alors que Jean reçoit de nombreux renforts à Paris, avec notamment huit cents hommes d'armes commandés par le duc de Limbourg, et six mille hommes réunis par Jean III de Bavière, Louis réunit également une armée, au nom du roi. Bien que la ville de Paris soit toute acquise à la cause du duc de Bourgogne, ses habitants, bourgeois en tête espèrent cependant une réconciliation entre les deux rivaux. Malgré plusieurs tentatives de pacifier leurs relations, Louis Ier d'Orléans continue à amasser des troupes, puis entame en septembre un patient blocus de la capitale. Autour de cette lutte d'influence, chaque camp choisit une symbolique particulière. La devise du duc d'Orléans, « Je l'ennuie » qui, dans le langage du temps, signifiait : « Je porte le défi » accompagnait les bâtons noueux, son emblème. Cela adressait une menace claire à ses ennemis. Jean sans Peur, lui, avait choisi comme emblème un rabot, agrémenté de la devise, en flamand : « Ic houd ! » (« Je [le] tiens ! »). Dans une des tours de l'ancien hôtel de Bourgogne à Paris, on peut voir sur un vitrail deux rabots sculptés,. De même, sur nombre de miniatures, Jean sans Peur arbore sur ses vêtements des rabots.
Charles VI, sorti pour un temps de sa folie, parvient à enclencher le processus de négociations et à éviter tout combat armé entre les princes[réf. nécessaire]. Jean Ier de Bourgogne, qui tenait alors Paris, était fort du soutien des maîtres de l'université à qui il promettait la « réforme » du royaume. Ils devinrent dès lors des soutiens inconditionnels de sa politique. Cependant les coûts engendrés par l’entretien de son armée le poussèrent vers le compromis. Finalement, le 17 octobre, la paix est conclue entre les ducs, après plus de huit jours de pourparlers. Le duc d'Orléans fait alors le serment de se conformer aux décisions du conseil du roi, et consent à ce que les remontrances présentées par le duc de Bourgogne soient prises en considération.
Les deux ducs se livrent alors à une intense propagande, écrivant aux grands et aux bonnes villes du royaume, cherchant à faire valoir leurs points de vue sur les évènements de 1405. Leur entente apparente dissimule en réalité une volonté de renforcer leur influence auprès du pouvoir. Jean sans Peur se positionne alors comme un défenseur des intérêts du peuple, tout en tentant de lever des fonds dans ses provinces. Il faut dire que 9/10e des revenus du frère du roi provenaient alors du seul Trésor royal. Se surajoutent à cela, des vues différentes sur le schisme de la papauté que connaît alors l'Occident chrétien. Trop occupé par l'administration du royaume, le duc d'Orléans abandonne les questions religieuses au Parlement et à l'Université, favorables à l'Église gallicane, au pouvoir du roi, et aux privilèges du clergé.
Le 27 janvier 1406, une ordonnance réorganise le Conseil royal, en confortant l'entourage du roi dans la gestion des affaires du royaume, et en confirmant la succession du duc de Bourgogne dans l'ensemble des responsabilités qui incombaient à son père. À la faveur de celle-ci, Louis Ier d'Orléans, avec le soutien des princes de sang, Berry, Bourbon et Anjou, procède à l'épuration des conseillers bourguignons, amenuisant davantage l'influence de Jean sans Peur. Dès lors, soucieux de ne pas perdre sa position au Conseil de Régence, Jean Ier de Bourgogne décide de faire assassiner son cousin Louis d'Orléans.

### Guerre civile entre les Armagnacs et les Bourguignons

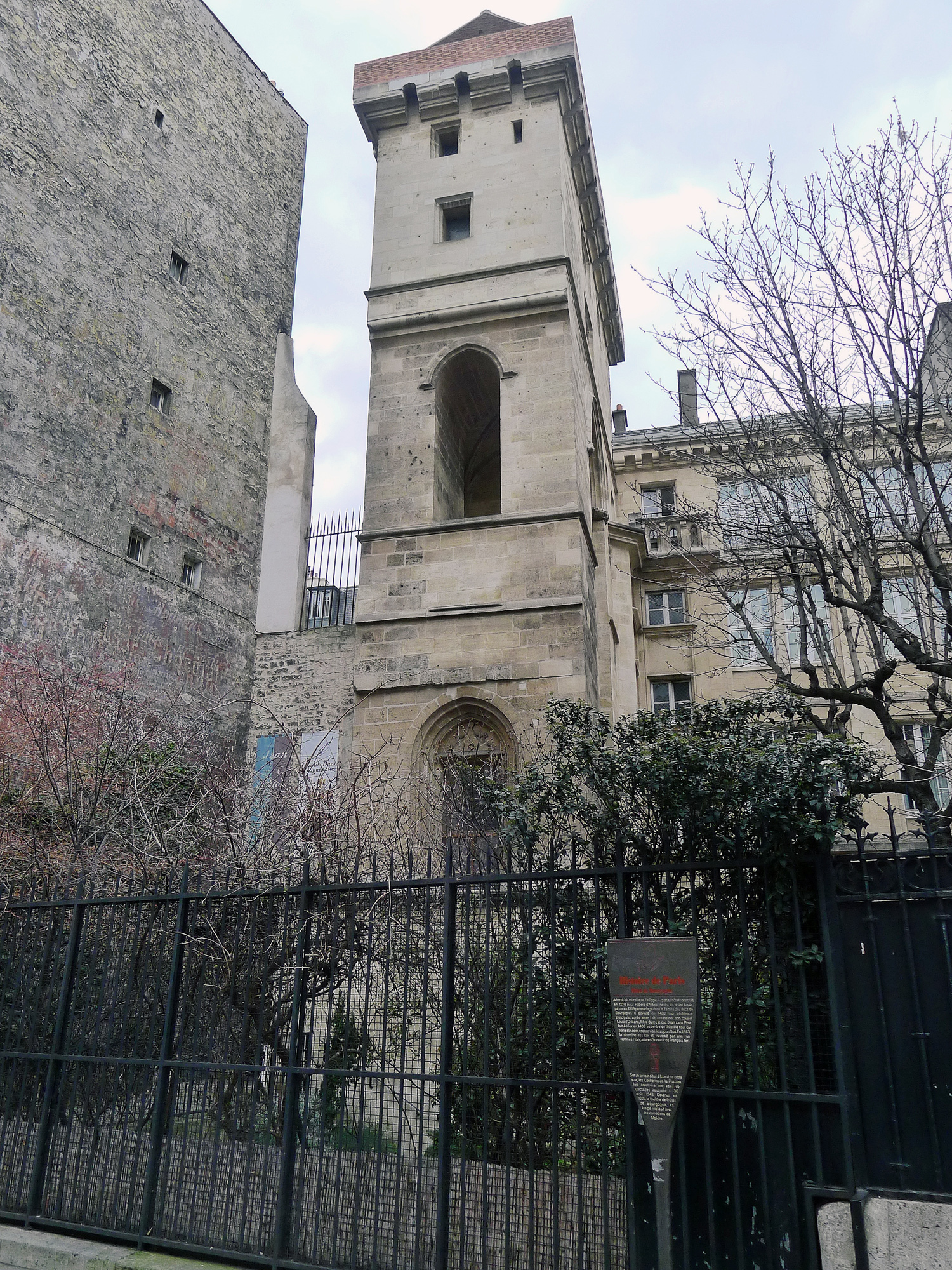
La tour Jean-sans-Peur de Paris.

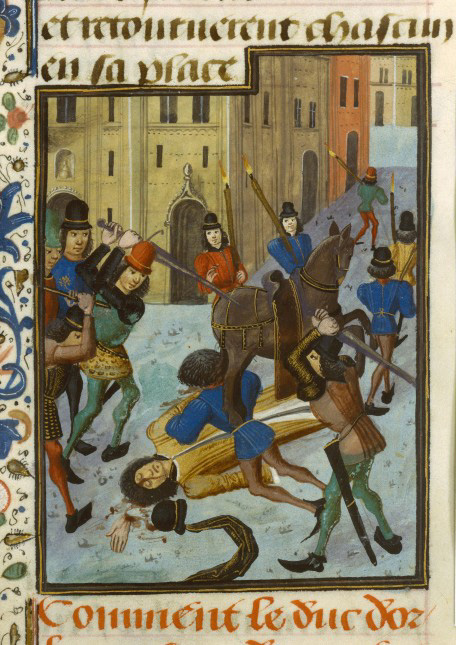
Maître de la Chronique d'Angleterre, Assassinat du duc Louis d'Orléans, enluminure, vers 1470 ?-1480 ?, Enguerrand de Monstrelet, Chroniques (abrégé), vers 1470-1480, Mss, fr. 2680, Paris, Bibliothèque nationale de France.

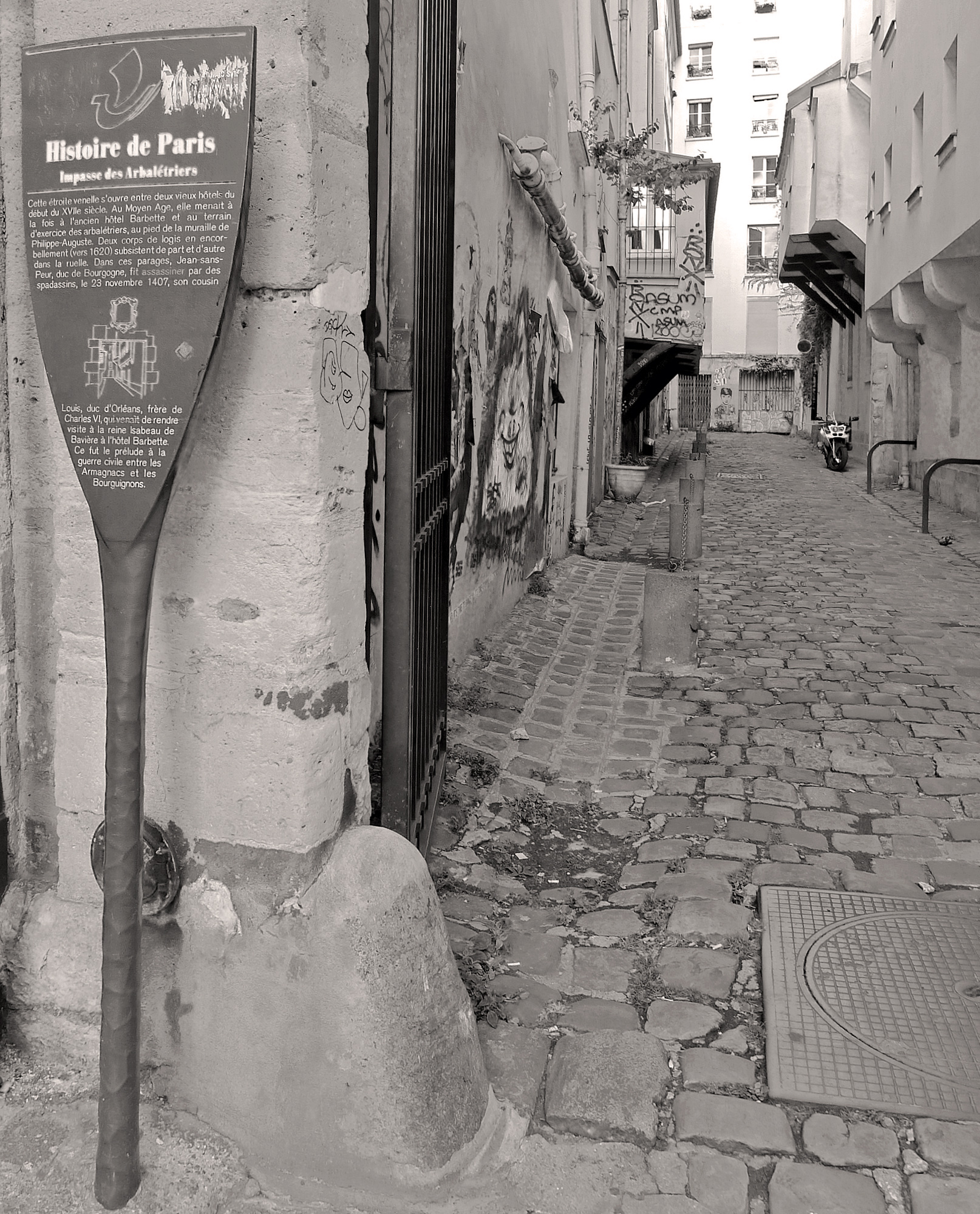
Entrée de l'impasse des Arbalétriers (2014) avec une borne historique rappelant le meurtre de Louis d'Orléans en 1407.

En 1407, le duc Louis Ier d'Orléans est assassiné sur ordre de Jean sans Peur.
C'est le 23 novembre 1407, dans la nuit, que Louis d'Orléans, sortant de l'hôtel de la reine, est assassiné lors d'un guet-apens organisé par Raoul d'Anquetonville, sur ordre de Jean sans Peur. Cependant, les meurtriers avaient lancé dans leur fuite des chausse-trappes afin de ralentir d'éventuels poursuivants, autant d'indices qui menèrent les enquêteurs vers l'hôtel d'Artois, résidence parisienne du duc de Bourgogne. Celui-ci décide d'ailleurs de prendre les devants. Le 26, lors d'une séance du Conseil royal, il avoue son forfait à son cousin Anjou et à son oncle Berry, ce dernier lui conseillant peut-être de fuir, ce qu'il fait le lendemain en prenant la route des Flandres, avec quelques fidèles.
Le peuple de Paris se félicite de la disparition du duc d'Orléans, qui était alors synonyme d'impôts. Il assure de nouveau son soutien à Jean Ier de Bourgogne. Cependant, Valentine Visconti, veuve du duc d'Orléans, demande au roi de faire justice du meurtre de son mari. Un lit de justice se réunit à Paris le 21 décembre 1407, sans aboutir à un verdict. L'action est éteinte avec la mort de la veuve survenue le 4 décembre 1408. De son côté, Jean sans Peur présente sa défense afin de justifier son crime, en faisant appel au théologien Jean Petit.
Après cela, il fait arrêter le favori du roi et son ennemi politique Jean de Montagu avec l'aide du prévôt de Paris, Pierre des Essarts en 1409, lors d'un épisode maniaque du roi, et après un procès sommaire, Montagu est décapité au gibet de Montfaucon. L' emprise de Jean sans Peur sur le gouvernement est encore augmentée.
En 1410, Charles d'Orléans, fils du duc assassiné, réclame vengeance auprès de son beau-père, le comte d'Armagnac. Ce dernier prend la tête des fidèles de feu le duc d'Orléans, qui seront désormais connus sous le nom d'Armagnacs, et qui vont combattre les Bourguignons : c'est ainsi que naît la guerre civile entre Armagnacs et Bourguignons que le roi Charles VI semble incapable d'arbitrer en raison de son état de démence.
En 1411, c'est donc avec la complicité de la reine Isabeau de Bavière que Jean sans Peur s'empare de l'autorité royale et qu'il tente, en novembre 1411, d'évincer les Armagnacs du Conseil de régence. Mais la paix d'Arras (4 septembre 1414) voulue par le roi Charles VI et négociée entre son fils, le dauphin Louis de Guyenne et Jean sans Peur, renvoie les adversaires Armagnacs et Bourguignons dos à dos, avec interdiction d'afficher leurs signes distinctifs et leurs emblèmes. Jean sans Peur, écarté du pouvoir, s'éloigne de Paris qui reste dominé par les Armagnacs fidèles au roi de France.
En 1416, profitant de la mort du duc Jean Ier de Berry, il s'empare du comté de Boulogne au détriment de sa veuve, Jeanne d'Auvergne. Le 29 avril 1417, à Constance, il s'allie avec l'empereur Sigismond Ier.
En 1417, alors que le roi Charles VI est sujet à de graves crises de démence, les Armagnacs sont toujours au pouvoir à Paris. Ils sont alliés au nouveau dauphin Charles de France. En effet, en avril 1417, celui-ci vient de succéder à ses deux frères aînés, morts prématurément et, à l'âge de quatorze ans, il vient d'être nommé à Paris lieutenant-général du royaume, avec pour mission de participer au Conseil de Régence présidé par la reine Isabeau de Bavière.
Le nouveau dauphin Charles et ses alliés Armagnacs considèrent que la reine Isabeau de Bavière est influencée par Jean sans Peur et qu'elle est hostile à leur cause. Ils l'écartent du pouvoir en l'envoyant à Tours, en avril 1417, sous bonne garde. La reine conservera un souvenir amer de cette mésaventure et se vengera ultérieurement de son fils. Jean sans Peur la rejoint et constitue avec elle à Troyes un gouvernement opposé à celui des Armagnacs. Il décide d'envahir Paris et de prendre le pouvoir en éliminant le nouveau dauphin.
En 1418, les troupes bourguignonnes, associées au tueur Capeluche, envahissent Paris en pleine nuit, le 29 mai 1418, et massacrent le comte Bernard VII d'Armagnac ainsi qu'un grand nombre d'Armagnacs. Elles menacent dans sa vie le dauphin de France qui réside à l'hôtel Saint-Pol à Paris. Ce dernier est sauvé par des officiers Armagnacs fidèles à la couronne de France et va se réfugier à Bourges, capitale de son duché de Berry, pour y organiser la résistance, face aux Anglais et aux Bourguignons.
Jean sans Peur contrôle désormais le pouvoir à Paris. Il prend alors l'initiative de proposer au dauphin, réfugié à Bourges, d'abandonner la résistance et de revenir dans la capitale, afin de se placer sous la tutelle de ses parents, le roi Charles VI et la reine Isabeau de Bavière. Pour parvenir à ses fins, il organise trois rencontres :
1. Le 16 septembre 1418, il rencontre la reine Isabeau de Bavière à Saint-Maur-des-Fossés, en l'absence du roi Charles VI et du dauphin, pour concocter le traité de paix de Saint-Maur[Note 5]. Le dauphin est accusé implicitement par Jean sans Peur, sous prétexte de pardon et au moyen d'une argutie tortueuse, de complicité dans les maux dont seraient coupables les Armagnacs, et notamment du meurtre de ses deux frères aînés. Bien qu'il ne s'agisse que de soupçons formulés par Jean sans Peur, destinés à être soumis à des preuves, le dauphin et son Conseil, dirigé principalement par Jean Louvet, président de Provence, refusent catégoriquement — et pour cause ! — d'entériner le traité qui leur est présenté en vain, à Saumur, par le duc de Bretagne, co-signataire du texte incriminé[Note 6].
2. Le 8 juillet 1419, Jean sans Peur rencontre le dauphin, à Pouilly-le-Fort, en l'absence du roi Charles VI et de la reine Isabeau de Bavière, pour lui proposer un traité de paix et une alliance contre les Anglais. Ce traité, connu sous le nom de traité de paix du Ponceau, est ratifié par le dauphin de France et par ses conseillers. Mais il doit être renforcé par un traité ultérieur, lorsque Jean sans Peur aura mis à exécution l'abandon des places fortes occupées par les Bourguignons et la reprise des hostilités contre les Anglais.
3. Le 10 septembre 1419 a lieu la rencontre de Montereau, destinée à consolider le traité du Ponceau. Le dauphin reproche à Jean sans Peur de ne pas en avoir respecté les clauses, le ton monte et la rencontre se termine tragiquement par l'assassinat de Jean sans Peur.

### Assassinat de Jean sans Peur

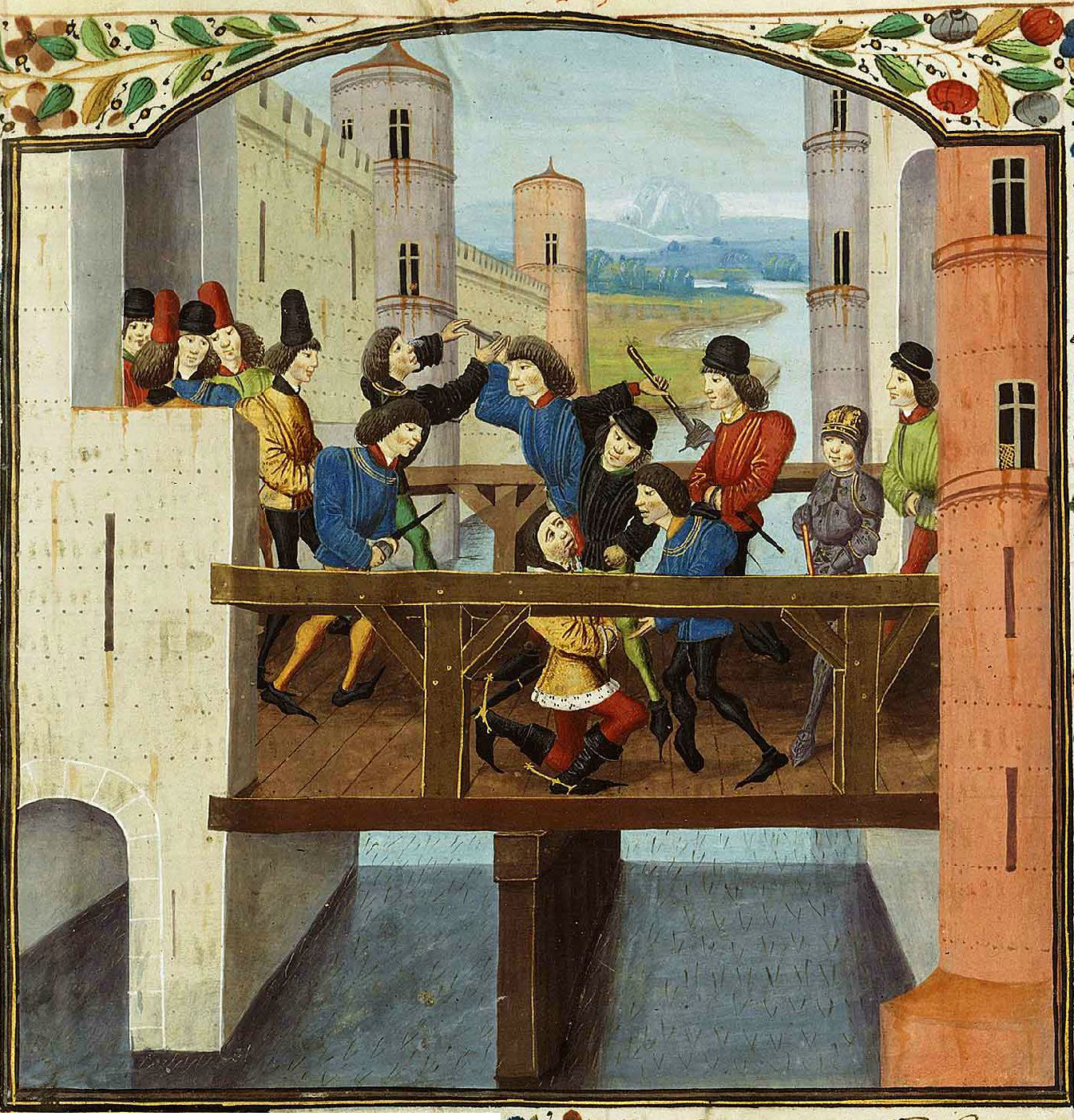
Assassinat de Jean sans Peur au pont de Montereau, Maître de la Chronique d'Angleterre, BnF, département des manuscrits, ms. Français 2680, 288.

Jean sans Peur est assassiné le 10 septembre 1419, à l'occasion de son entrevue avec le dauphin à Montereau-Fault-Yonne. Cette rencontre avait pour but de tenter de réconcilier les deux factions rivales en guerre, les Armagnacs et les Bourguignons, et de mettre fin aux hostilités qui divisaient la France pendant la guerre de Cent Ans. C'est Jean de Thoisy, évêque de Tournai, qui est chargé de prévenir le comte Philippe de Charolais de la mort de son père. En succédant à Jean sans Peur, le nouveau duc de Bourgogne, sous le nom de Philippe le Bon, se vengera du dauphin de France en s'alliant aux Anglais et en concoctant le traité de Troyes, par lequel le dauphin est déshérité du trône de France au profit du roi Henri V d'Angleterre.
Le corps de Jean sans Peur est ramené en 1420 d'Auxerre à Avallon par Claude de Chastellux, qui le remet ensuite à Guillaume de La Tournelle chargé du trajet jusqu'à Dijon. Son tombeau, placé dans la chartreuse de Champmol, a de nos jours été transféré au palais des ducs de Bourgogne à Dijon.

## Jean et l'État bourguignon
Le 23 septembre 1408, il écrase les bourgeois et ouvriers liégeois révoltés à la bataille d'Othée, obtient l'alliance des duchés de Luxembourg et de Lorraine, et continue la construction de l'État bourguignon. Il poursuit l'œuvre de son père sans rattachement majeur. Une partie des terres de la maison est d'ailleurs aliénée au profit de ses frères Antoine de Brabant et Philippe de Nevers.
En 1409, le duc nomme son secrétaire Jean Bonnot ou Bonost, fils du conseiller Richard Bonnot et de Jeanne Jullien, président de la chambre des comptes de Dijon, puis Besançon en 1419, ainsi qu'inspecteur général de la chambre des comptes de Lille. Son fils Jean Bonnot sera conseiller de Charles le Téméraire, puis de Marie de Bourgogne.

## Son tombeau

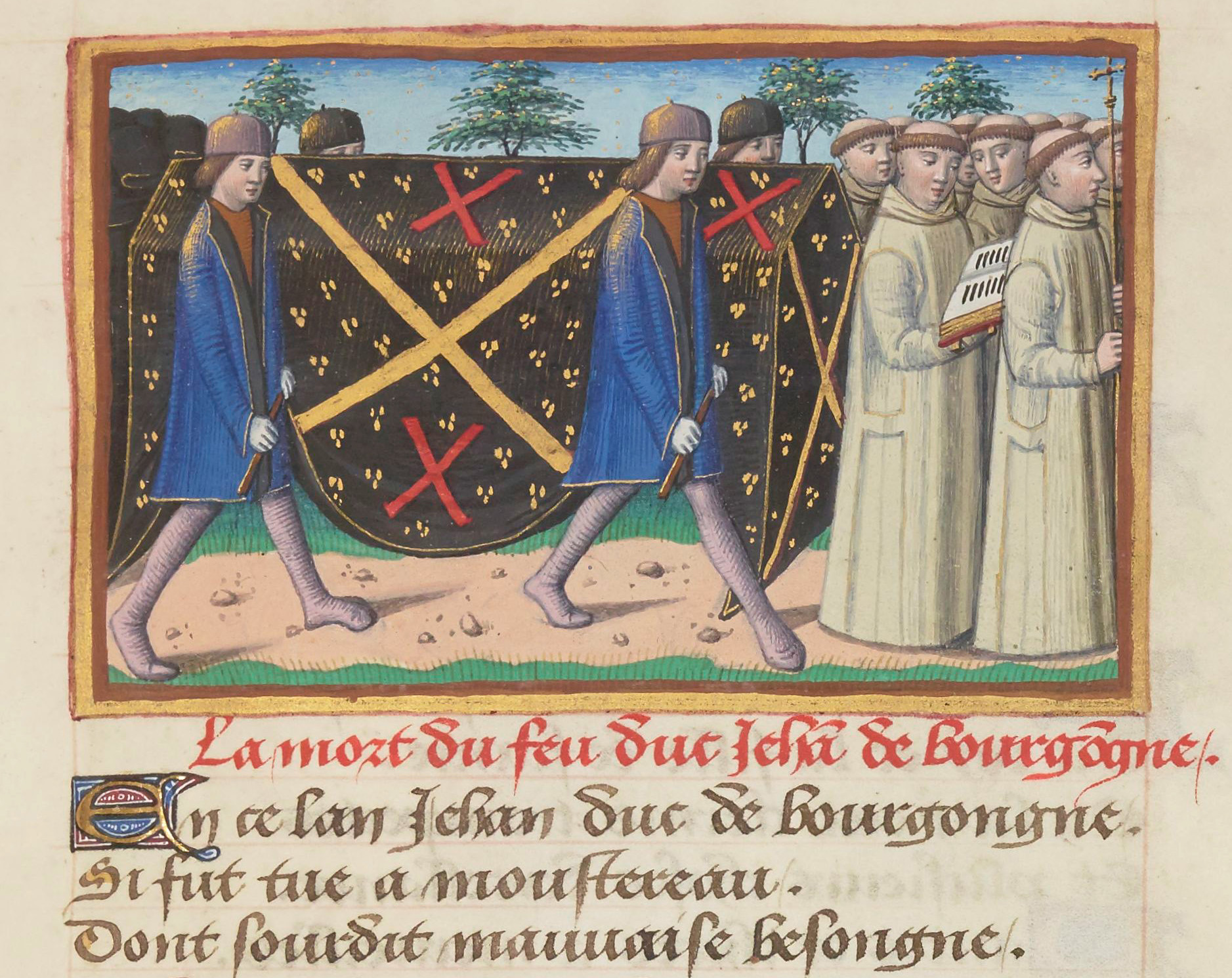
Funérailles de Jean sans Peur, enluminure des Vigiles de Charles VII, vers 1484, BnF, département des manuscrits, ms. Français 5054,.

Comme son père Philippe le Hardi, Jean sans Peur a été enterré à la chartreuse de Champmol. Philippe le Bon, fils et héritier de Jean sans Peur, se charge de lui faire exécuter un tombeau monumental, digne de son rang de prince, sur le modèle de celui de Philippe le Hardi. La commande en est donnée à Claus de Werve, alors sculpteur officiel des ducs de Bourgogne, qui avait achevé le tombeau de Philippe le Hardi. Le chantier traîne en longueur et, à la mort de Claus de Werve en 1439, il est confié à son successeur Jean de la Huerta. Il est achevé par un troisième sculpteur, Antoine le Moiturier.
Le tombeau de Jean sans Peur est copié sur celui de son père. Il s'agit donc d'un gisant sur dalle noire, avec en soubassement un cortège de pleurants d’albâtre (enfants de chœur, clercs, membres de la famille, officiers et gens de maison drapés dans des manteaux de deuil) sous des arcades formées d'une alternance de travées doubles et de niches triangulaires. Jean sans Peur partage son tombeau avec son épouse, Marguerite de Bavière. Deux anges soutiennent le casque du duc, deux anges porte-écus sont à la tête de son épouse tandis que deux lions sont couchés à leurs pieds. La qualité est comparable à celui de Philippe le Hardi, bon nombre de pleurants sont même des copies conformes des pleurants du tombeau de Philippe, mais par la suite, lors du remontage des tombeaux, les pleurants ont été mélangés, rendant difficile toute comparaison stylistique. Déplacé à Saint-Bénigne en 1792, le tombeau est aujourd'hui, comme celui de Philippe le Hardi, présenté au musée des beaux-arts de Dijon. En 2012-2013, ses pleurants ont fait l'objet de prêts à des musées prestigieux où ils ont été présentés de façon autonome, comme le musée de Cluny à Paris.

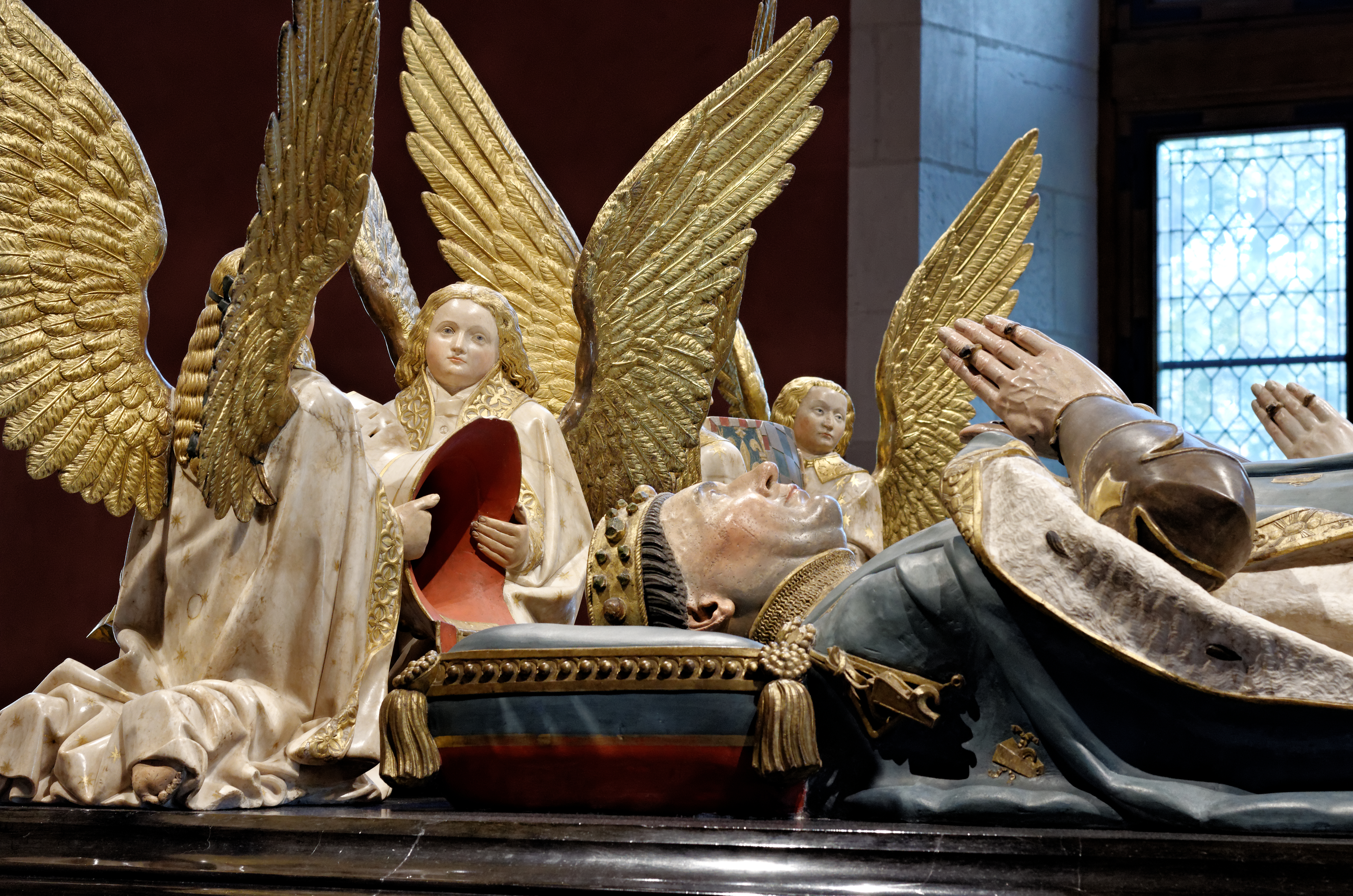
Détail des gisants de Jean sans Peur et de Marguerite de Bavière, Musée des beaux-arts de Dijon.
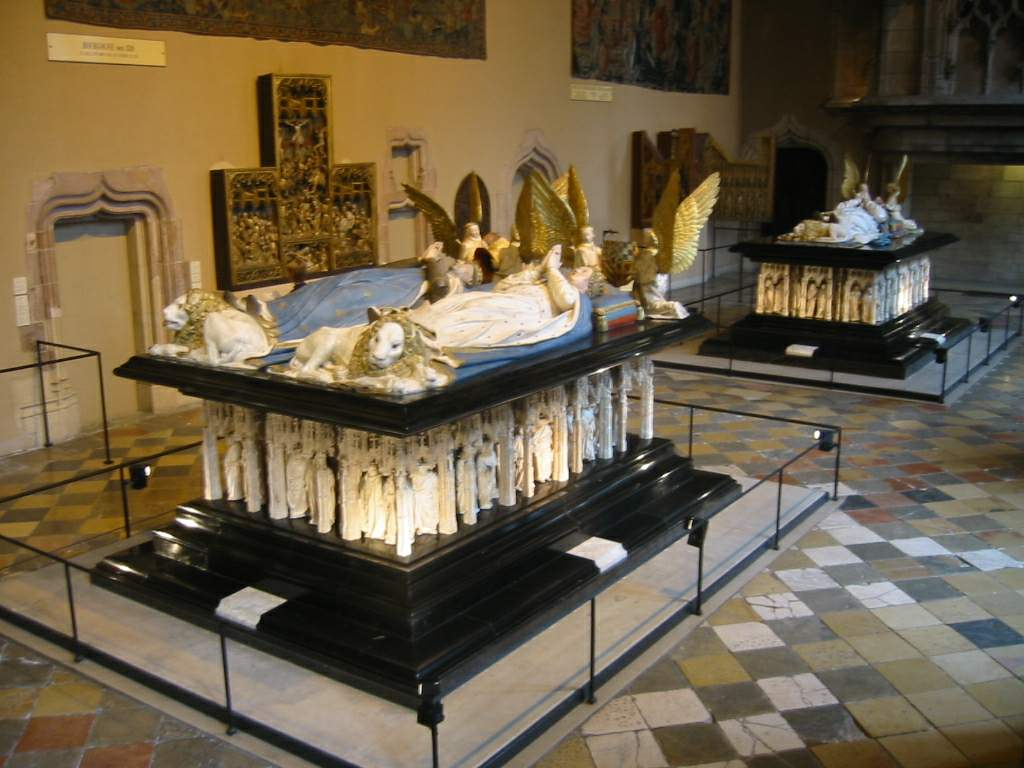
Cénotaphe de Jean sans Peur et de Marguerite de Bavière, Musée des beaux-arts de Dijon.

## Héraldique
| Blason | Blasonnement : Écartelé d'azur semé de fleurs de lys d'or à la bordure componée d'argent et de gueules (qui est de Valois-Bourgogne) et de bandé d'or et d'azur de six pièces à la bordure de gueules (qui est de Bourgogne ancien); sur le tout d'or au lion de sable armé et lampassé de gueules (qui est de Flandre). |

## Généalogie

### Mariage et enfants

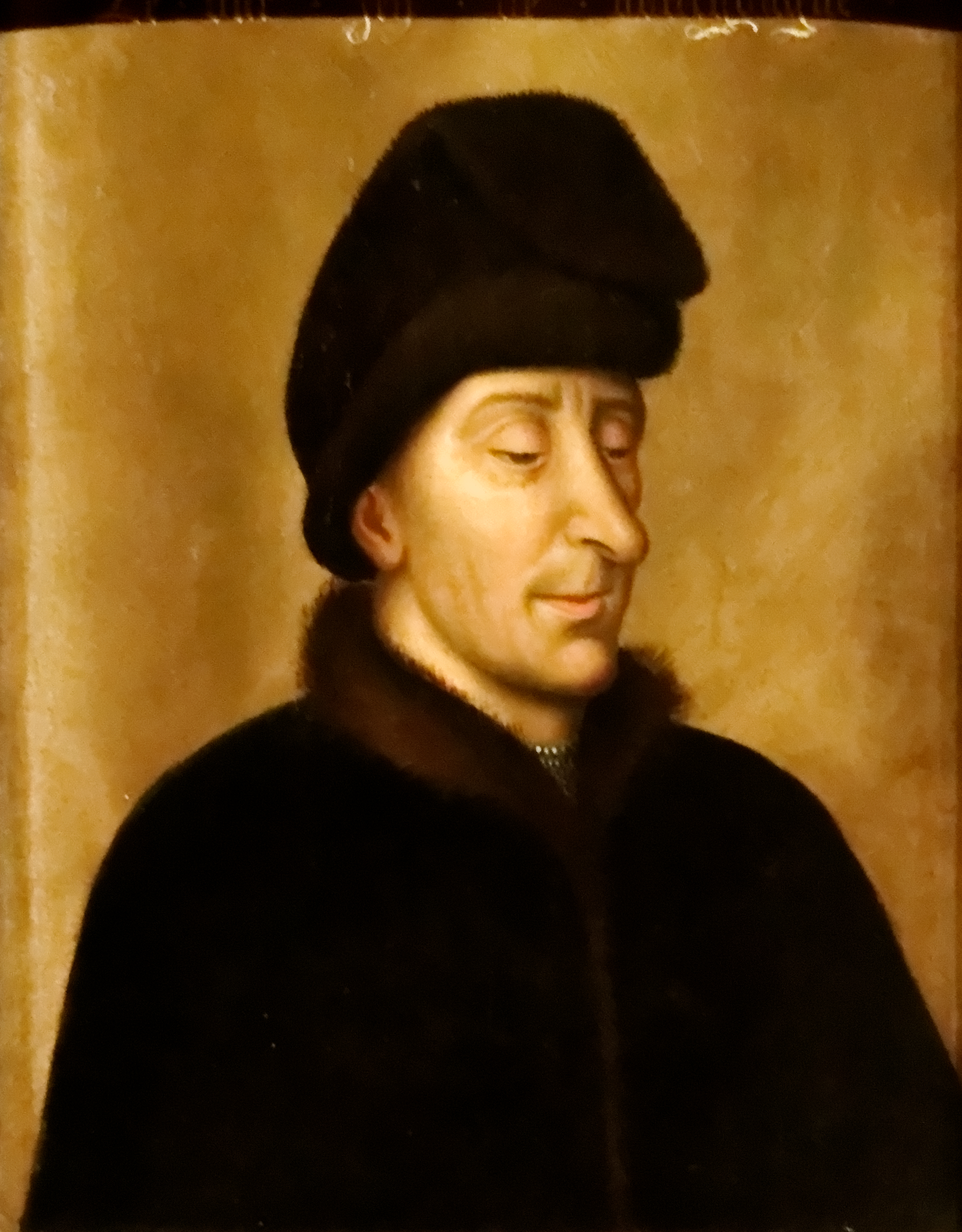
École flamande, Jean sans Peur (vers 1500), Vienne, Hofburg.

L’année 1385 voit la concrétisation d'une double alliance politico-familiale de la maison de Bourgogne avec les ducs de Bavière-Straubing.
À Cambrai, lors des doubles noces de Cambrai, le 12 avril 1385, le futur Guillaume IV de Hainaut épouse Marguerite de Bourgogne,.
Ce mariage, fruit d'une politique d'implantation des deux familles dans les territoires du nord, est célébré le même jour que celui du futur Jean Ier de Bourgogne avec Marguerite de Bavière (-Straubing), le frère et la sœur du premier couple,.
De cette union, naissent un seul fils et sept filles :
- Marguerite (1393-1441), épouse 1o) en 1404 le duc Louis de Guyenne, puis, 2o) en 1423 le futur Arthur III de Bretagne ;
- Marie (1394-1463) épouse en 1406 Adolphe Ier de Clèves, comte puis duc de Clèves ;
- Philippe (1396-1467), duc de Bourgogne ;
- Catherine (1400-1414), épouse de Louis III d'Anjou, duc d'Anjou et comte de Provence ;
- Jeanne (vers 1401-1412), sans postérité ;
- Isabelle (vers 1403-1412), épouse en 1406 Olivier de Châtillon, comte de Penthièvre ;
- Anne (1404-1432) épouse en 1423, Jean de Lancastre, duc de Bedford, union sans postérité ;
- Agnès (1407-1476) épouse en 1425, Charles Ier, duc de Bourbon et d'Auvergne.

Il laisse également quatre enfants illégitimes :
- nés de Marguerite de Borsselen :
  - Guy († à Calais en 1436), dont un fils : Philippe ;
  - Antoine ;
  - Philippotte épouse d'Antoine de Rochebaron, seigneur de Berzé ;

- né d'Agnès de Croÿ :
  - Jean VI de Bourgogne [24] (né entre 1414 et 1417 - † 27 avril 1480), évêque de Cambrai[25], et nombreuse postérité.

## Dans la culture

### Jeu vidéo
- La première moitié de la campagne d'Age of Empires II : DE consacrée aux Bourguignons est centrée sur la vie de Jean sans Peur (bataille d'Othée, lutte contre les Écorcheurs, prise de Paris).

### Sources primaires imprimées
- M. Secousse, Ordonnance des Rois de France de la Troisième Race : Recueillies par ordre chronologique, Imprimerie Royale, 1750 (lire en ligne).
- Jean-Marie Cauchies (éd.), Ordonnances de Jean sans Peur, 1405-1419 (Recueil des ordonnances des Pays-Bas, première série, première section, tome III), Bruxelles, Ministère de la Justice-Commission royale pour la publication des anciennes lois et ordonnances de la Belgique, 2001, XXIX-577 p., présentation en ligne, présentation en ligne.